# Жагра

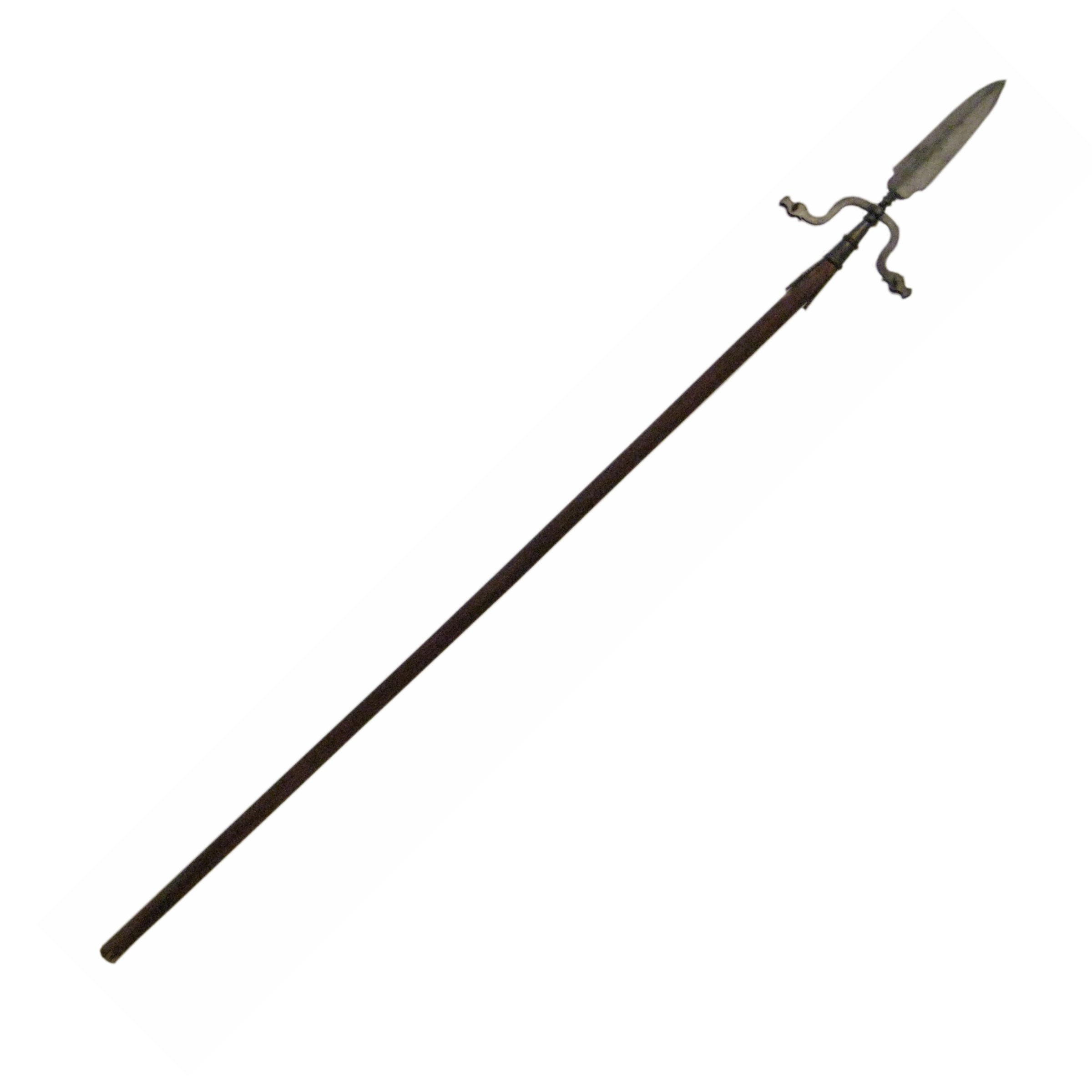

Жа́гра (старинное) — ушастая палка, для держки фитиля при пальбе, особый род пальника для воспламенения затравки заряда старинных артиллерийских орудий.
Жагра состояла из двух — 6 железных трубок, соединенных вместе и насаженных на длинное древко с окованным железом наконечником на выступающем за трубки конце; в трубках помещались фитили для запаливания затравки орудия. Благодаря острому наконечнику жагра могла служить пушкарю и как копьё для самообороны от неприятеля. Один экземпляр жагры с 6 трубками имеется в Оружейной палате в Москве.

А в Перми, государь, в Чердыни «город» погнил и развалился, да и острог во многих местах вывалился, а в твоей великого государя казне порох отсырел и излежал, и без переделки к стрельбе не годится, и ружья мало, без замков, с жагры, и то все перержавело, и ложи и жагры испортились, и фитилю нет, и без городу и без острогу, и без прибавочного ружья от воинских людей жить опасно.— Донесение Великому государю о состоянии Чердыни, от воеводы Великой Перми Д. Н. Наумова